# Bătălia Berlinului
Bătălia Berlinului, cunoscută ca Operațiunea ofensivă strategică din Berlin, efectuată de Uniunea Sovietică, și, de asemenea, cunoscut sub numele de Căderea Berlinului, a fost ultima mare ofensivă a Teatrului european de război în Al Doilea Război Mondial. 
După Ofensiva Vistula-Oder din ianuarie-februarie 1945, Armata Roșie s-a oprit temporar pe o linie la 60 km est de Berlin. Pe 9 martie, Germania și-a stabilit planul de apărare a orașului cu Operațiunea Clausewitz . Primele pregătiri defensive de la marginea Berlinului au fost făcute pe 20 martie, sub noul comandant al Grupului Armatei Vistula, generalul Gotthard Heinrici.
Când ofensiva sovietică a fost reluată la 16 aprilie, două fronturi sovietice (grupuri militare) au atacat Berlinul dinspre est și sud, în timp ce  a treia forță germană a fost împinsă la nord de Berlin. Înainte de începerea bătăliei principale la Berlin, Armata Roșie a înconjurat orașul după bătăliile reușite de la Seelow și Halbe. La 20 aprilie 1945, chiar de ziua de naștere a lui Hitler, Frontul I Belarus condus de mareșalul Gheorghi Jukov, care avansa dinspre est și nord, a început să bombardeze centrul orașului Berlin, în timp ce Frontul I Ucrainean condus de Ivan Konev a rupt Grupul de Armate Centru și a avansat spre suburbiile de sud ale Berlinului. La 23 aprilie, generalul Helmuth Weidling a preluat conducerea forțelor din Berlin. Garnizoana era alcătuită din mai multe divizii Wehrmacht și Waffen-SS dezordonate și dezorganizate, împreună cu membrii organizațiilor naziste  Volkssturm și Hitlerjugend care erau slab instruiți. În decursul unei săptămâni, Armata Roșie a ocupat treptat întregul oraș.
Înainte ca bătălia să se încheie, Hitler și câțiva din anturajul său s-au sinucis. Garnizoana orașului s-a predat la 2 mai, dar luptele au continuat spre nord-vest, vest și sud-vestul orașului până la sfârșitul războiului din Europa, la 8 mai (9 mai în Uniunea Sovietică), deoarece unele unități germane au luptat spre vest astfel încât aceștia să se poată preda aliaților occidentali și nu sovieticilor.

## Cadrul general
După evenimentele din lunile august–septembrie 1944, (încheierea Operațiunii Bagration) până la începutul anului 1945, frontul de răsărit a fost relativ stabil. România și Bulgaria părăsiseră Axa și se alăturaseră forțelor antifasciste. Germanii au pierdut controlul asupra Budapestei și cea mai mare parte a Ungariei. Marile câmpii ale Poloniei erau acum deschise atacului sovietic.
Comandanții sovietici, după perioada de așteptare, inactivitate și neintervenție militară din timpul insurecției din Varșovia, au cucerit capitala Poloniei în ianuarie 1945. După trei zile, o masivă concetrare de forțe sovietice – patru fronturi – a început Ofensiva Vistula-Oder. După patru zile, armatele sovietice au reușit să străpungă liniile germane și au avansat cu 30 – 40 km pe zi, cucerind statele baltice, Danzigul, Prusia Răsăriteană, Poznańul, atingând un aliniament aflat la 60 de km est de Berlin, de-a lungul râului Oder.
O contraofensivă de pe 24 februarie a nou creatului Grup de Armate Vistula  de sub comanda lui Heinrich Himmler  nu a reușit să obțină rezultatele scontate, iar rușii au invadat Pomerania și au ocupat tot malul drept al râului Oder, de aici continuând atacul către Silezia. În sud, trei încercări ale germanilor de despresurare a Budapestei au eșuat, iar sovieticii au ocupat orașul pe 13 februarie. Hitler a insistat ca armatele germane să recucerească linia Dunării și de aceea a fost organizat un contraatac, care însă a eșuat până pe 16 martie, permițându-le sovieticilor să reia ofensiva în aceeași zi. Pe 30 martie, Armata Roșie a ajuns în Austria și au cucerit Viena pe 13 aprilie.
În acest moment era clar pentru toată lumea că înfrângerea Germaniei era o chestiune de săptămâni. Wehrmacht-ul nu mai dispunea decât de cam a douăsprezecea parte din combustibilul de care avea nevoie să-și desfășoare forțele, iar producția de benzină de avion și de combustibili pentru tancuri ajunsese la cote nesemnificative, cu o calitate mult inferioară celei din 1944. Cu toate aceste, luptele au continuat cu ferocitate, poate chiar mai mare decât în alte perioade ale războiului. Mândria națională, insistența aliaților pentru capitularea necondiționată ca și dorința militarilor de a asigura cât mai mult timp refugiaților să se retragă către vest din fața Armatei Roșii, toate acestea au contribuit la creșterea hotărârii cu care au luptat forțele germane.
Adolf Hitler a hotărât să rămână în capitala țării, în ciuda sfaturilor consilierilor săi.
Aliații occidentali au conceput un plan pentru cucerirea Berlinului cu ajutorul trupelor aeropurtate, dar au renunțat în cele din urmă. Eisenhower a hotărât că nu este nevoie să jertfească viețile soldaților săi pentru a ocupa un oraș care avea să rămână în sfera de influență sovietică după război. În plus, planul era greu de pus în practică datorită numărului mare de parașutiști pe care îl presupunea, dar și datorită cantității uriașe de materiale care trebuia aprovizionată pe calea aerului. Nu în ultimul rând, pentru sovietici devenise o chestiune de onoare să cucerească capitala inamicului lor, ceea ce le creștea hotărârea în luptă.

## Ofensiva sovietică

### Preparativele

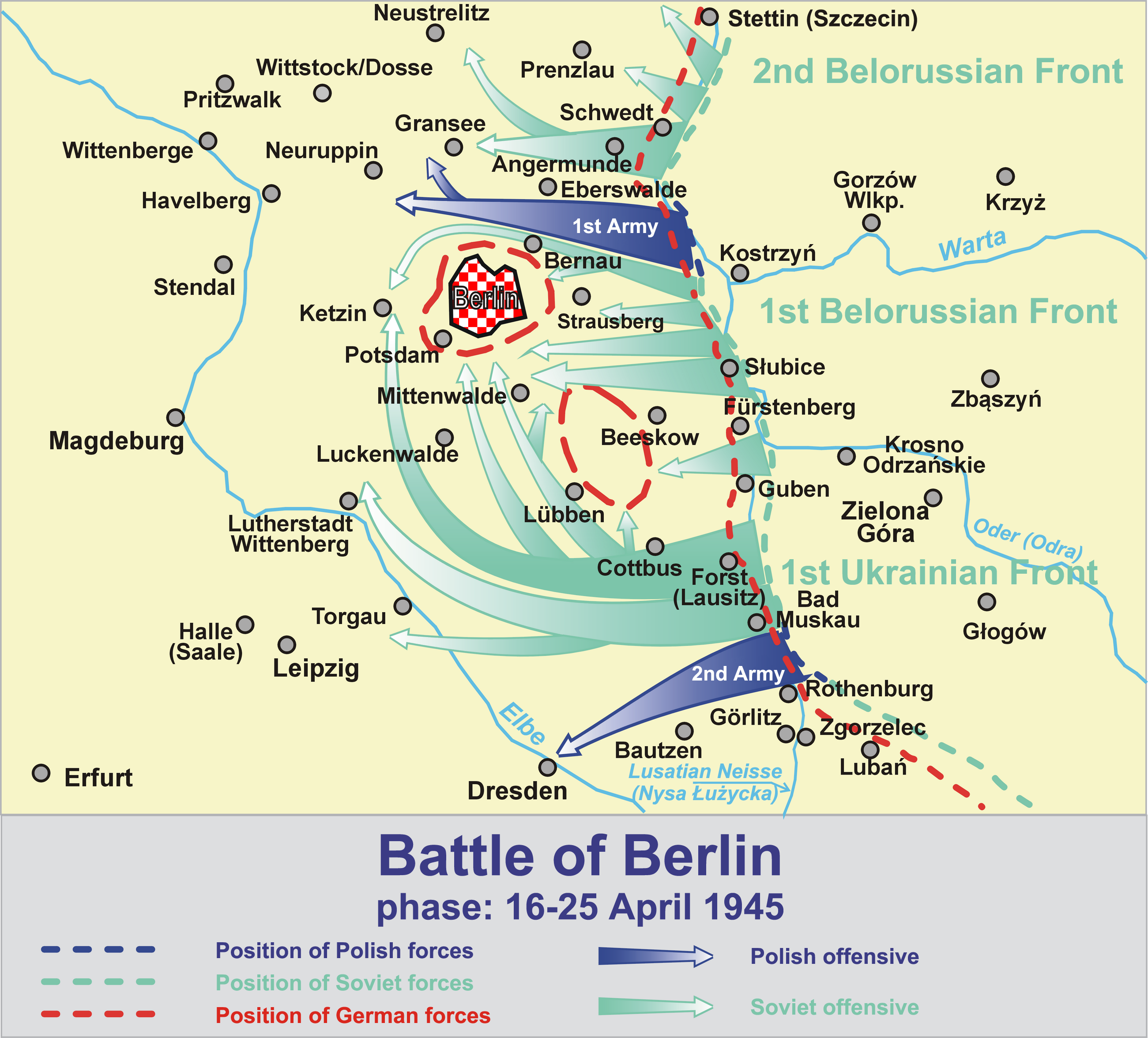
Harta a

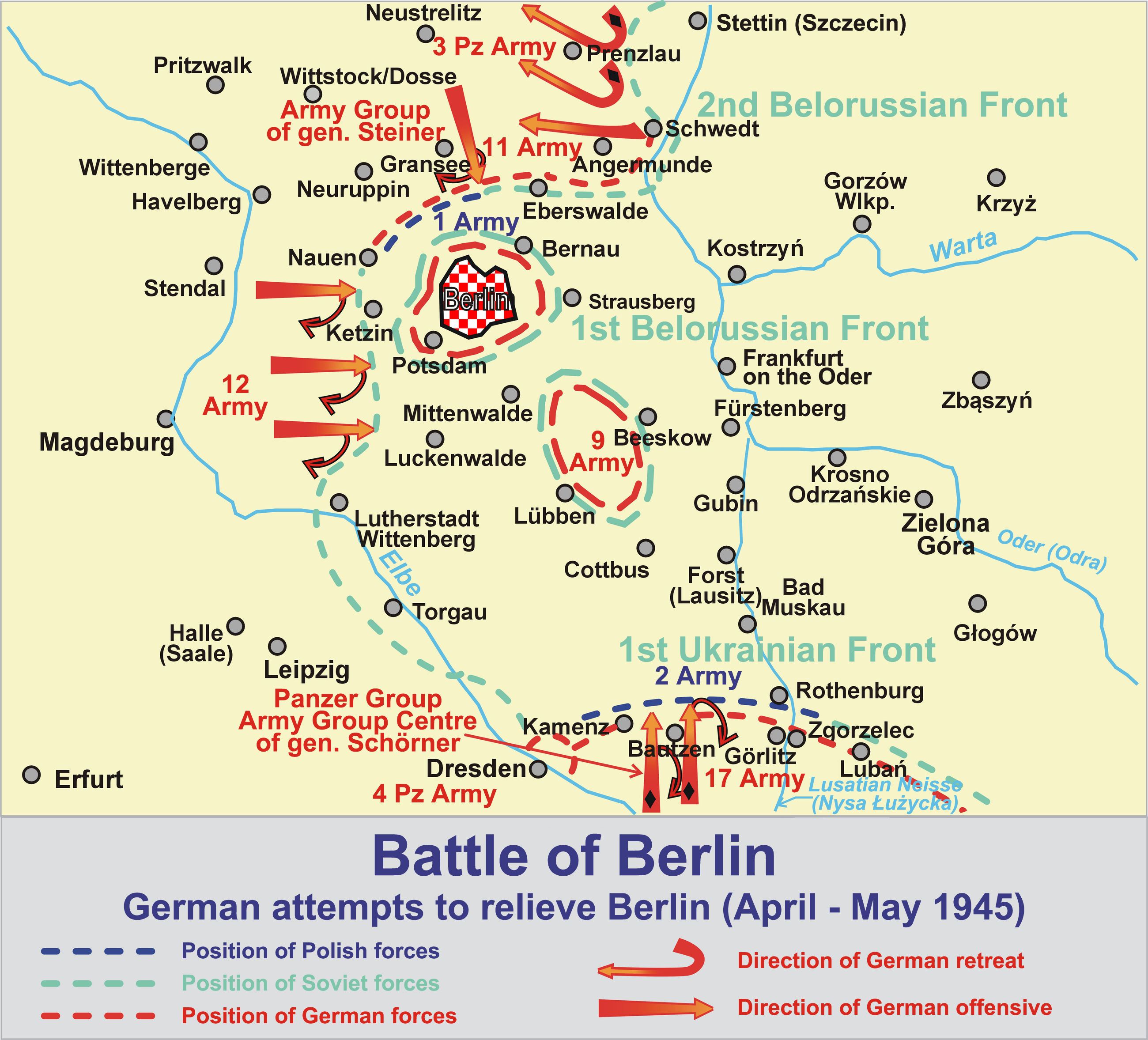
Harta b

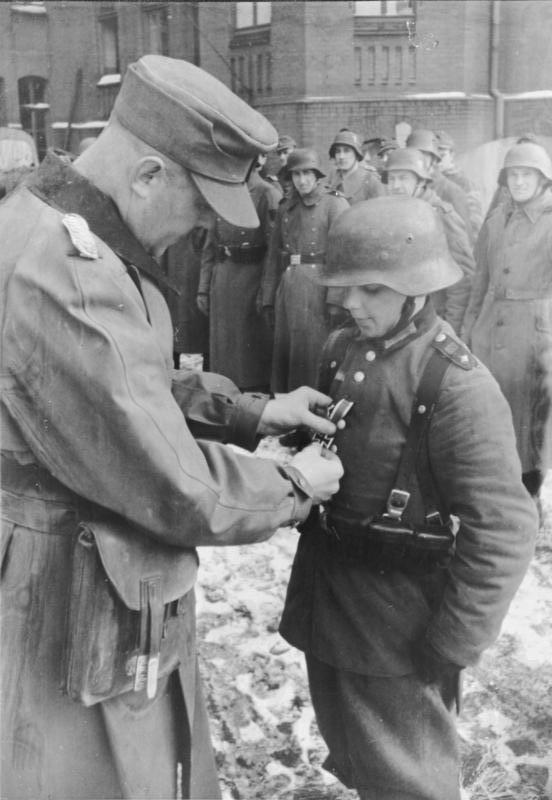
Un copil recrut este decorat

Ofensiva sovietică în Germania centrală, (în ceea ce avea să devină după câțiva ani Germania Răsăriteană), a avut două obiective majore:
- Ocuparea Berlinului. Capitala Germaniei era și un important punct strategic, care putea fi folosit cu succes în perioada postbelică. În Berlin se aflau cele mai importante trofee de război: Adolf Hitler și instalațiile programului nuclear german.
- Ocuparea unui teritoriu cât mai întins. Stalin nu credea că, după ce ar fi cucerit anumite teritorii, Aliații occidentali ar fi fost dispuși să cedeze ceva zonei de ocupație sovietice postbelice. De aceea, sovieticii au conceput o ofensivă pe un front extrem de larg și au avansat rapid către vest, pentru a le ieși în întâmpinare aliaților cât mai către apus.

Pe 9 aprilie 1945, Königsbergul (Prusia Orientală) a fost în cele din urmă cucerit de armata sovietică. Astfel, Frontul al II-lea Bielorus de sub comanda generalului Rokossovski a avut posibilitatea să se deplaseze cu toate efectivele în ajutorul atacatorilor Berlinului. În primele două săptămâni, sovieticii au reușit cea mai rapidă realocare a unui Front din tot războiul.
Generalul Jukov și-a concentrat oamenii din Frontul I Bielorus, aflați pe un front larg, de la sud de Marea Baltică până la Frankfurt pe Oder, reamplasându-i în zona  restrânsă a Înălțimilor Seelow. Oamenii generalului Rokossovski au ocupat pozițiile părăsite de soldații lui Jukov, la nord de Înălțimile Seelow. În timp ce se petreceau aceste reașezări, au fost lăsate spații neacoperite de sovietici, prin care rămășițele Armatei a II-a Germană, încercuită lângă Danzig, au reușit să se retragă peste Oder. La sud, generalul Konev a schimbat greutate principală a atacului său din Silezia Superioară spre râul Neisse. Cele trei fronturi sovietice aveau împreună apoximativ 2,5 milioane de oameni, dintre care 78.556 soldați ai Armatei I Poloneze, 6.250 de tancuri, 7.500 de avioane, 41.600 piese de artilerie, 3.255 lansatoare de rachete Katiușa montate pe camioane, (poreclite Orgile lui Stalin) și aproximativ 95 – 96 mii de autovehicule.
Generalul Gotthard Heinrici l-a înlocuit pe Heinrich Himmler în funcția de comandant al Grupului de Armate Vistula pe 20 martie. El era considerat cel mai bun tactician al defensivei din toată armata germană. El a început imediat să organizeze apărarea. A presupus în mod corect că principalul efort al atacatorilor va fi făcut peste râul Oder și de-a lungul autostrăzii principale est-vest. Generalul a decis că trebuie să încerce să apere malul Oderului doar cu forțe nesemnificative. În schimb, el a ordonat geniștilor să fortifice Înălțimile Seelow care străjuiau râul Oder în dreptul podului autostrăzii de peste râu, la aproximativ 90 de km est de Berlin. De asemenea, el a stabilit alte câteva linii de apărare în alte regiuni din apropiere, în sprijinul apărătorilor înălțimilor. Geniștii au transformat câmpiile din zonă, care erau deja saturate de apă, în mlaștini, prin golirea unui baraj hidrotehnic.  În continuare, geniștii au construit mai multe rânduri de linii defensive, care ajungeau până în suburbiile Berlinului. Aceste linii erau formate din șanțuri, poziții de artilerie antitanc și o rețea complexă de tranșee și buncăre.

### Bătălia de pe Oder-Neisse

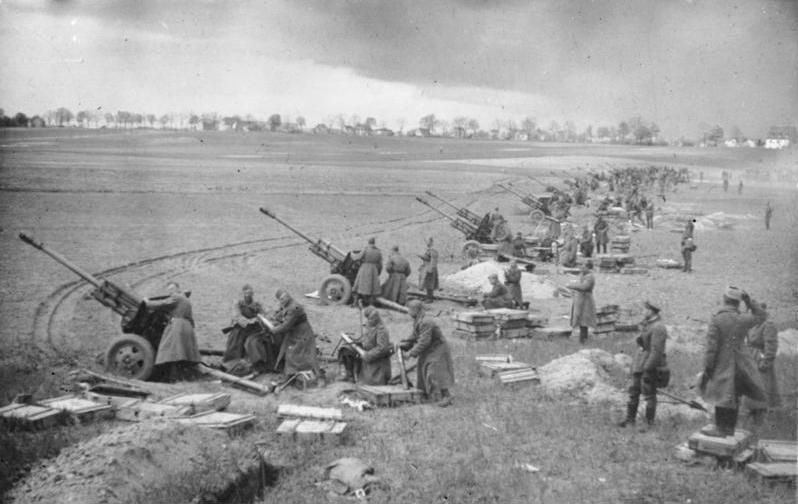
Artileria sovietică bombardează pozițiile germane

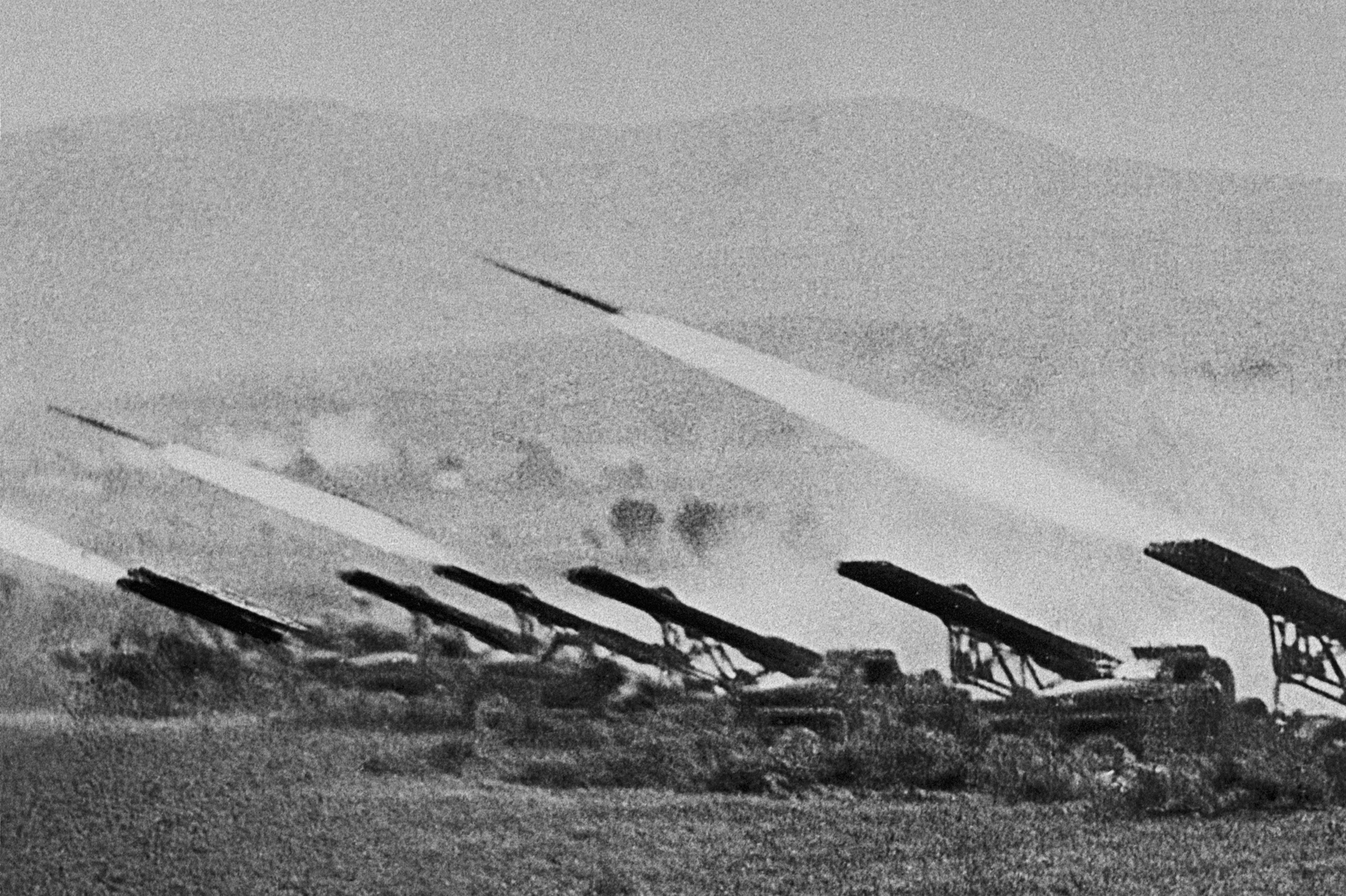
Modele sovietice de Katiușa

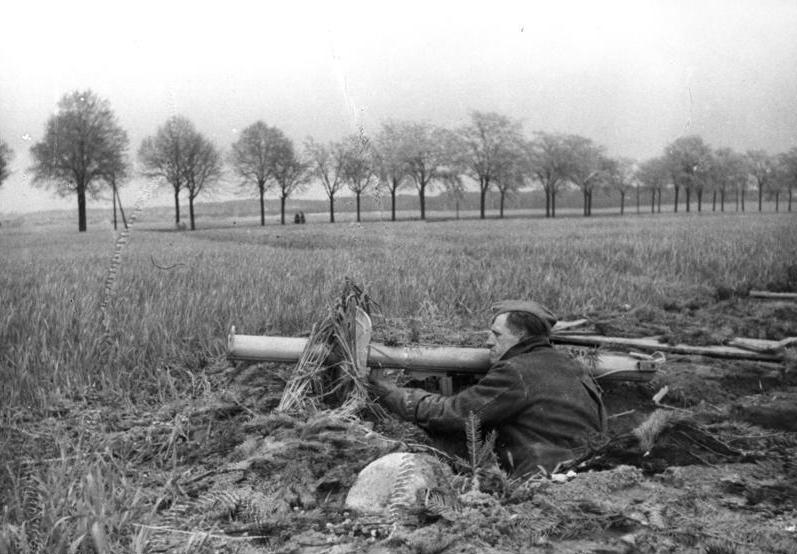
Membru al miliției germane Volkssturm luptând cu Panzerschreck

În primele ore ale zilei de 16 aprilie, ofensiva sovietică a început cu un bombardament masiv a numeroase piese de artilerie și lansatoare de rachete Katiușa, carea a durat câteva zile. Imediat după încetarea barajului de artilerie, Frontul I Bielorus a atacat traversând Oderul. Frontul I Ucrainean a atacat traversând Neisse în dimineața aceleiași zile. Frontul bielorus era mai puternic, dar a trebuit să facă față unei sarcini mai dificile, trebuind să dea piept cu ceale mai numeroase și mai hotărâte trupe inamice.
Atacul inițial al Frontului I Bielorus a fost un dezastru. Heinrici anticipase atacul și își retrăsese apărătorii din primele linii chiar mai înainte ca artileria sovietică să le spulbere. Lumina celor 143 de proiectoare care ar fi trebuit să-i orbească pe apărători a fost dispersată de ceața dimineții, în schimb a făcut foarte vizibile siluetele formațiilor de atacanți sovietici. Pământul mocirlos s-a dovedit a fi o piedică importantă în calea atacatorilor și, împreună cu barajul de artilerie german de răspuns, a făcut ca pierderile sovietice să fie uriașe. Nemulțumit de ritmul mult prea redus al avansării, sau la ordinul direct al lui Stalin, generalul Jukov a ordonat intrarea imediată în luptă a rezervelor. Inițial, trupele de rezervă trebuiau să exploateze străpungerea inițială făcută de primele atacuri. În acea dimineață, sovieticii avansaseră până la 6 km în unele sectoare, dar liniile germane principale rămăseseră intancte. În sud, atacul Frontului  I Ucrainean se desfășura conform planificării. Jukov a fost obligat să raporteze că lupta pentru Înălțimile Seelow nu se desfășura conform planului ințial. Pentru a-i da un impuls lui Jukov, Stalin i-a cerut generalului să-i permită lui Konev să atace Berlinul cu armatele de tancuri din sud.
A doua zi, comandanții Frontului I Bielorus au căutat în spatele frontului orice unitate militară care putea fi aruncată în luptă. Tactica sovietică de folosire atacurilor unor mari mase de oameni s-a dovedit mult mai costisitoare din punct de vedere al numărului de soldați morți decât până atunci. În seare zilei de 17 aprilie, frontul german din fața lui Jukov era neînfrânt. În sud, Grupul de Armate Centru nu a reușit o rezistență la fel de îndârjită. Tancurile germane ale Armatei a IV-a de pe flancul nordic nu au rezistat impetuăzității atacului sovietic. Comandatul german a păstat două divizii Panzer în rezervă pentru apărarea centrululi frontului și nu le-a trimis în sprijinul tancurilor Armatei a IV-a. Acesta a fost punctul de cotitură al bătăliei, deoarece, la căderea serii, atât pozițiile Grupului de Armate Vistula, cât și ale Grupului de Armate Centru nu au mai putut fi menținute, fiind obligate să se retragă și să refacă legătura cu Armata IV-a Panzer, altfel fiind în primejdie să fie încercuite. Ca urmare a succesului lui Konev, prăbușirea frontului apărat de Schörner a făcut ca apărarea excelent organizată de Heinrici în dreptul Înălțimilor Seelow să devină inutilă.
Pe 19 aprilie, ambele fronturi sovietice au avansat foarte mult, dar, din nou, pierderile lor au fost foarte ridicate. Până la căderea serii, Frontul I Bielorus a ajuns în fața celei de-a treia și ultima linie de apărare germană, iar Frontul I Ucrainean a cucerit Forst și era gata să intre în zona de câmpii neinundate.
Pe 19 aprilie, a patra zi după ce Frontul I Bielorus reușise să depășească liniile defensive de pe Înălțimile Seelow, nu a mai avut de înfruntat decât formații dezorganizate care încercau în zadar să încetinească înaintarea sovietică spre Berlin. Rămășițele Armatei a IX-a Germane, care apăraseră flancul nordic al Armatei a IV-a Panzer, s-au găsit în fața pericolului de a fi încercuite de trupele Frontului I Ucrainean, care spăseseră liniile tancurilor germane și își schimbaseră direcția de atac spre Berlin. Alte elemente ale Frontului I Ucrainean s-au îndreptat în viteză spre vest, în  întâmpinarea americanilor. Până la sfârșitul zilei de 19 aprilie, linia răsăriteană a apărării germane încetase să mai existe. Rămășițele armatelor germane mai rezistau în pungi izolate. Pierderile sovietice au fost foarte ridicate între 1 și 19 aprilie, în afară de soldați, sovieticii pierzând și 2.807 de tancuri. În perioada similară, aliații occidentali pierduseră numai 1.709 de tancuri.

### Încercuirea Berlinului

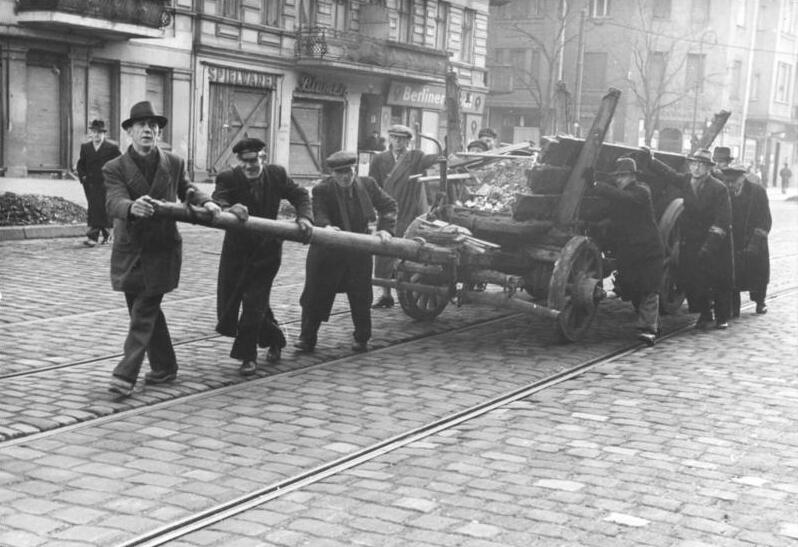
Miliția Națională germană Volkssturm

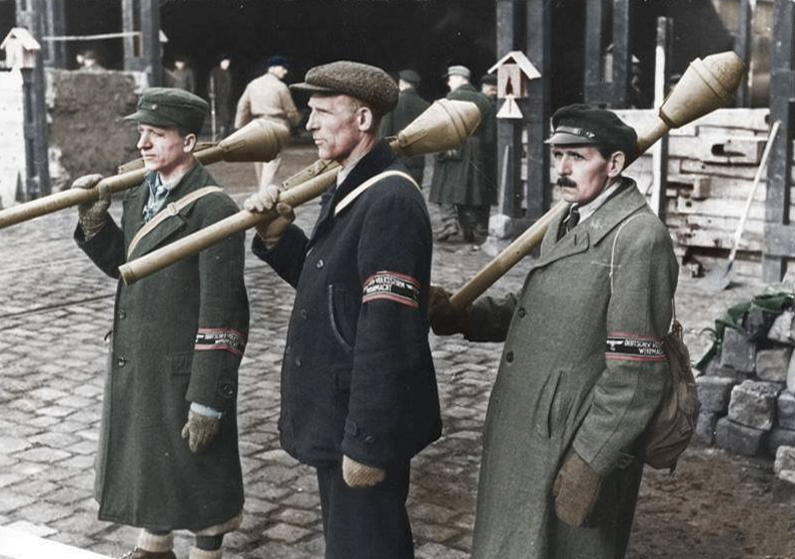
Cetățeni germani trimiși la luptă

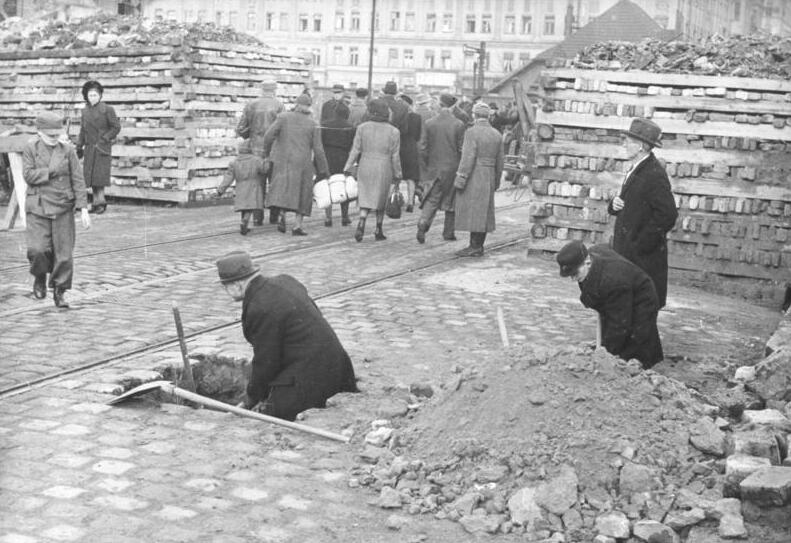
Cetățenii germani săpând cazemate și tranșee

Pe 20 aprilie, de ziua de naștere a lui Hitler, artileria Frontului I Bielorus a început bombardarea centrului Berlinului. Bombardamentele de artilerie nu au încetat până la capitularea orașului. După război, sovieticii au afirmat că greutatea proiectilelor lansate de artileria lor în timpul acestei ultime bătălili a fost mai mare decât tonajul bombelor de aviație lansate de aliații occidentali asupra Berlinului. Frontul I Bielorus a avansat către nord-estul și estul capitalei germane.
Frontul I Ucrainean a învins ultimele formații germane și a depășit prin nord Juteborgul, pentru a se întâlni la cu americanii care traversaseră râul Elba la Magdeburg. La nord, Frontul al II-lea Ucrainean a atacat între Stettin și Schwedt pozițiile apărate de Armata a III-a Panzer.
Pe 21 aprilie, Armata a II-a de Gardă a avansat aproximativ 50 km la nordul Berlinului, după care a atacat la sud-vest de Werneuchen. Alte unități sovietice au reușit să ajungă în fața ultimei linii defensive germane. Planul sovitic prevedea ca, în prima fază, să fie încercuit Berlinul, după care să fie încercuită și Armata a IX-a Germană.
Corpul al V-lea German continua să lupte la nord de Forst, unde era încercuit, în vreme ce comandanții lor au reușit să se strecoare către pozițiile Armatei a IX-a. Acest corp de armată a continuat să păstreze controlul la Cottbus. Când flancul sudic al Armatei a IV-a Panzer a reușit să obțină câteva succese locale contraatacând spre nord împotriva Frontului I Ucrainean, Hitler a dat o serie de ordine care au demonstrat că dictatorul nu mai avea simțul realității. El a ordonat Armatei a IX-a să apere Cottbusul și să formeze un front cu fața la vest. După aceasta, ei ar fi trebuit să atace coloanele sovietice pe direcția nord. Asta le-ar fi permis să formeze un clește la nord împreună cu Armata a IV-a Panzer, care ar fi trebuit să atace dinspre sud, încercuind astfel Frontul I Ucrainean și distrugându-l. De asemenea, la sud, Armata a III-a Panzer trebuia să execute o manevră de învăluire a Frontului I Belarus împreună cu Armata a XI-a Panzer, care ar fi atacat dinspre nordul Berlinului. Mai târziu în aceeași zi, a devenit clar că germanii nu mai aveau efectivele necesare să execute un asemenea atac, mai mult chiar, Armata a XI-a a trebuit să se retragă pentru a nu fi încercuită. În loc să atace spre nord-vest, Heinrici a declarat că va fi nevoit să se retragă către vest, iar dacă nu i se permitea să facă o asemenea manvră, el era gata să demisioneze.
Pe 22 aprlie, la conferința de la prânz, Hitler a avut un acces de furie când și-a dat seama că planurile pe care le făcuse cu o zi în urmă nu erau realizabile. El a declarat ca războiul era pierdut și și-a acuzat generalii pentru eșec. A mai anunțat că avea să rămână în Berlin până la sfârșit și că avea să se sinucidă. Într-o încercare de a-l calma pe Hitler, generalul Alfred Jodl a propus ca Armata a XII-a Germană, care lupta în acel moment cu americanii, să se îndrepte către Berlin, deoarece, aceștia din urmă, după ce atinseseră malurile râului Elba, era puțin probabil că mai aveau să continue atacul spre est. Hitler a fost imediat de acord cu această idee și, în câteva ore, generalul Walther Wenck a primit ordinul să-și dezangajeze oamenii din lupta cu americanii și să se îndrepte către nord-vest spre Berlin. S-a remarcat mai apoi că, dacă Armata IX-a se mută spre vest, și-ar putea uni trupele cu cele ale Armatei a IX-a. La venirea serii, Heinrici a primit permisiunea să facă acestă mișcare.
Spre deosebire de Sala hărților din Führerbunker, unde oamenii din jurul lui Hitler mutau pe hârtie  divizii fantomatice în atacuri imaginare, sovieticii avansau neîntrerupt și se îndreptatu către victorie. Frontul al II-lea Bielorus reușise să stabilească un cap de pod pe malul estic al Oderului pe o adâncime de 15 km și lupta din greu cu Armata a III-a Panzer. Armata a IX-a pierduse Cottbusul și era sub contina presiune a atacurilor sovietice dinspre răsărit. Coloanele sovietice de tancuri au reușit să străpungă ultima linie defensivă a capitalei germane în două puncte.
Pe 23 aprilie, Fronturile I Ucrainean și I Bielorus au continuat să strângă încercuirea Berlinului, reușind să taie ultima legătură a Armatei a IX-a cu apărătorii orașului. Elementele Frontului I Ucrainean au continuat să avanseze către apus și au intrat în luptă cu Armata a XII-a, care avansa în sprijinul berlinezilor. Hitler l-a numit pe generalul Helmuth Weidling în funcția de comandant al Berlinului. Până pe  24 aprilie, cele două fronturi sovietice, (ucrainean și bielorus), au reușit să închidă încercuirea Berlinului, tăind orice legătură a orașului cu exteriorul.
În ziua următoare, 25 aprilie, Frontul al II-lea Bielorus a reușit să străpungă frontul Armatei a III-a Panzer din jurul capului de pod de la sud de Stetin și a traversat Mlaștina Rando. În acest moment puteau să se îndrepte către vest spre pozițiile Grupului de Armată al XXI-lea Britanic și spre nord spre portul baltic Stralsund. Divizia a 59 Sovietică de Gardă a Armatei a V-a de Gardă a făcut contactul cu Divizia de 69-a de Infanterie Americană a Armatei I Americană lângă Torgau, pe râul Elba.

### Bătălia Berlinului

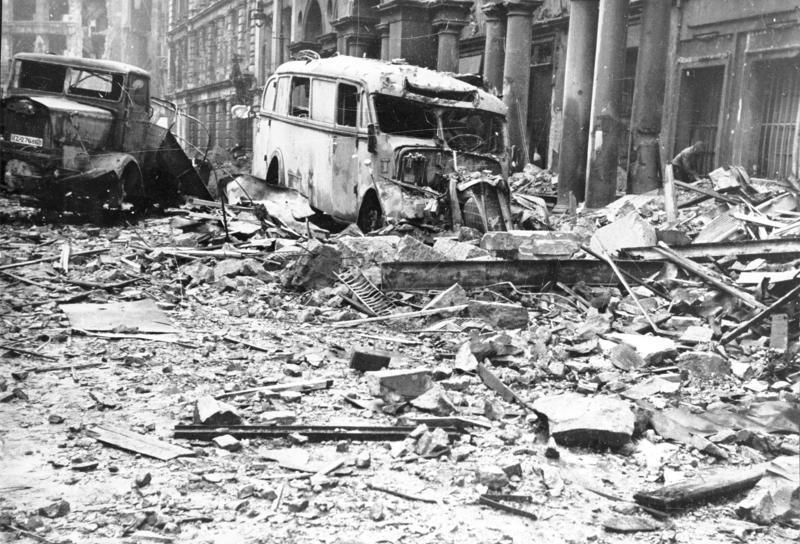
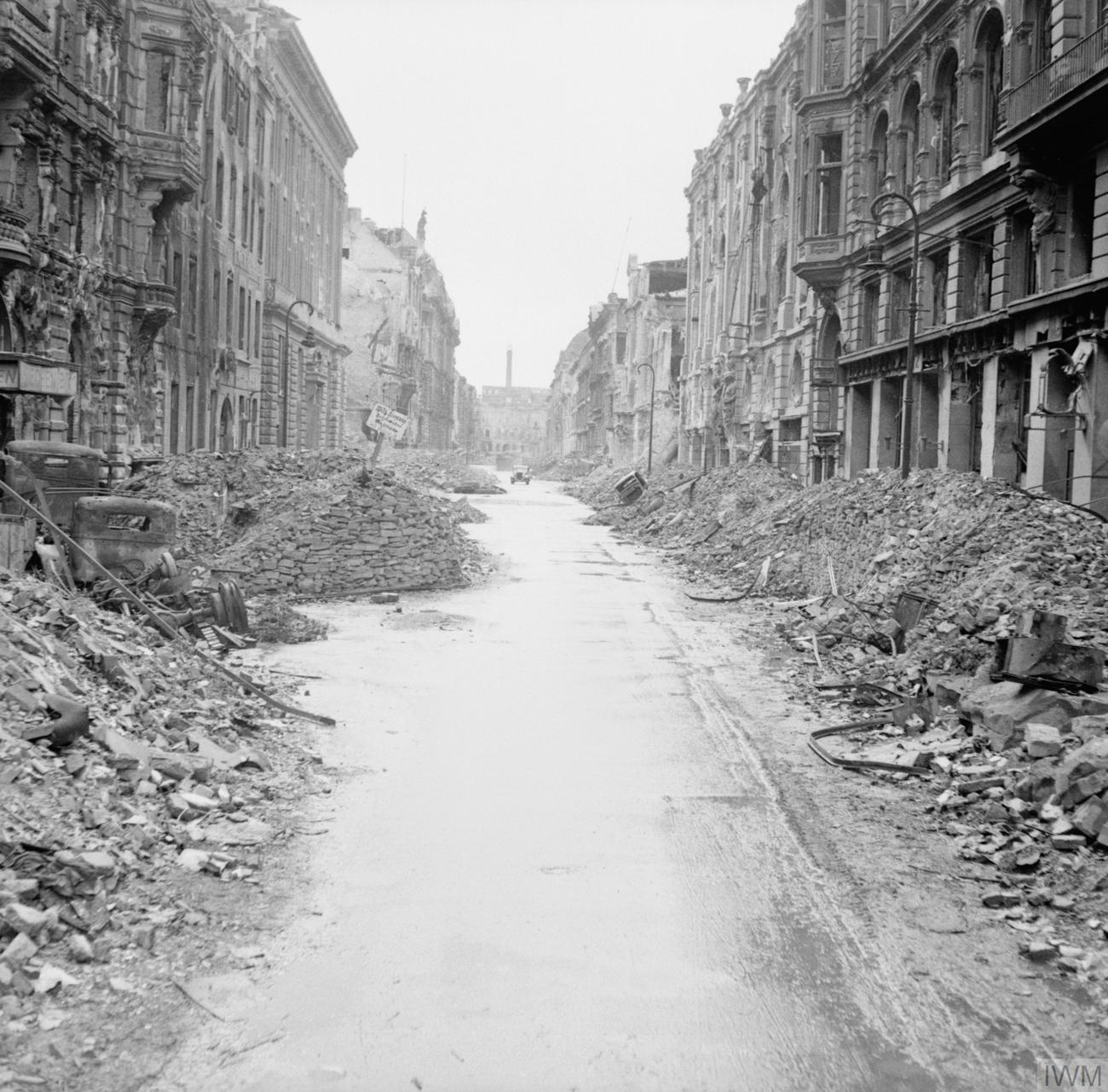
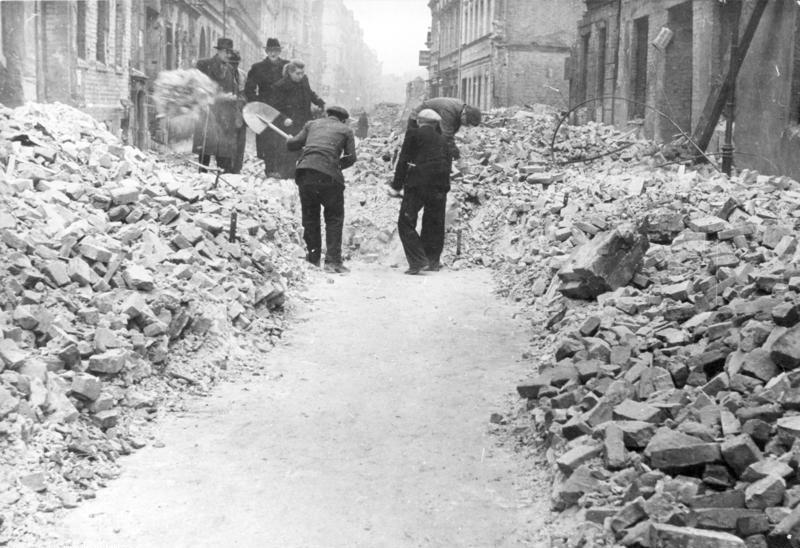
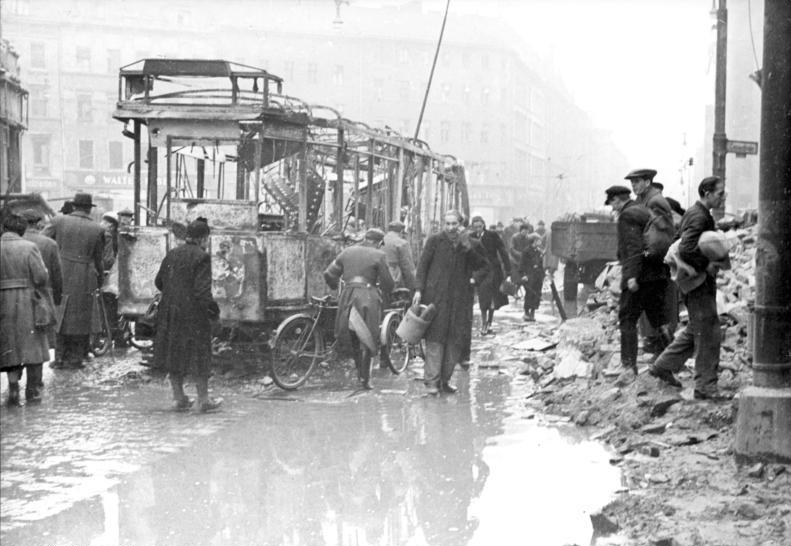
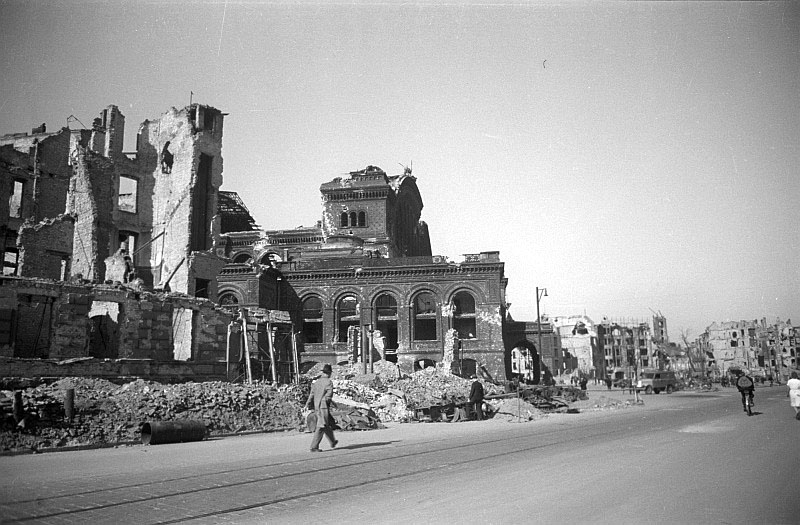
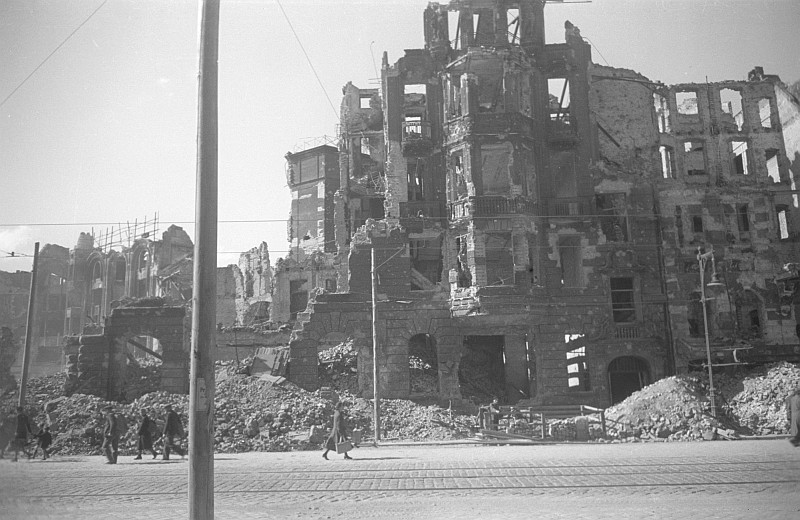
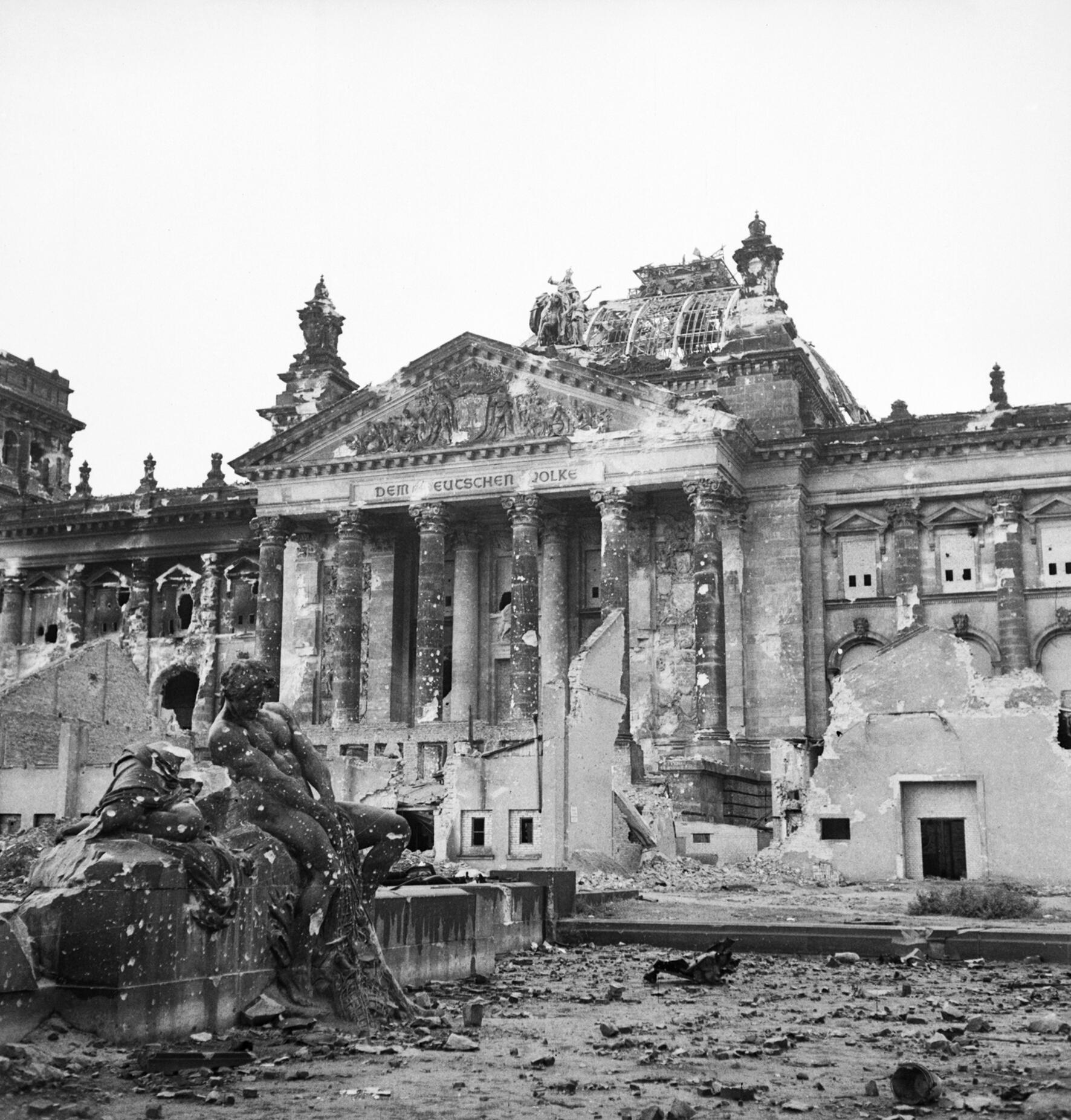

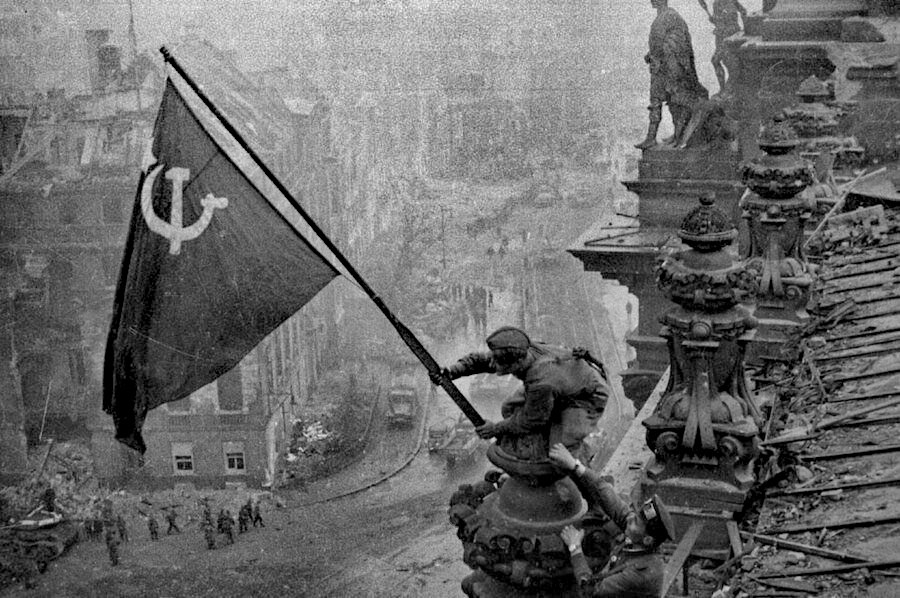
Abordarea drapelului sovietic la Berlin

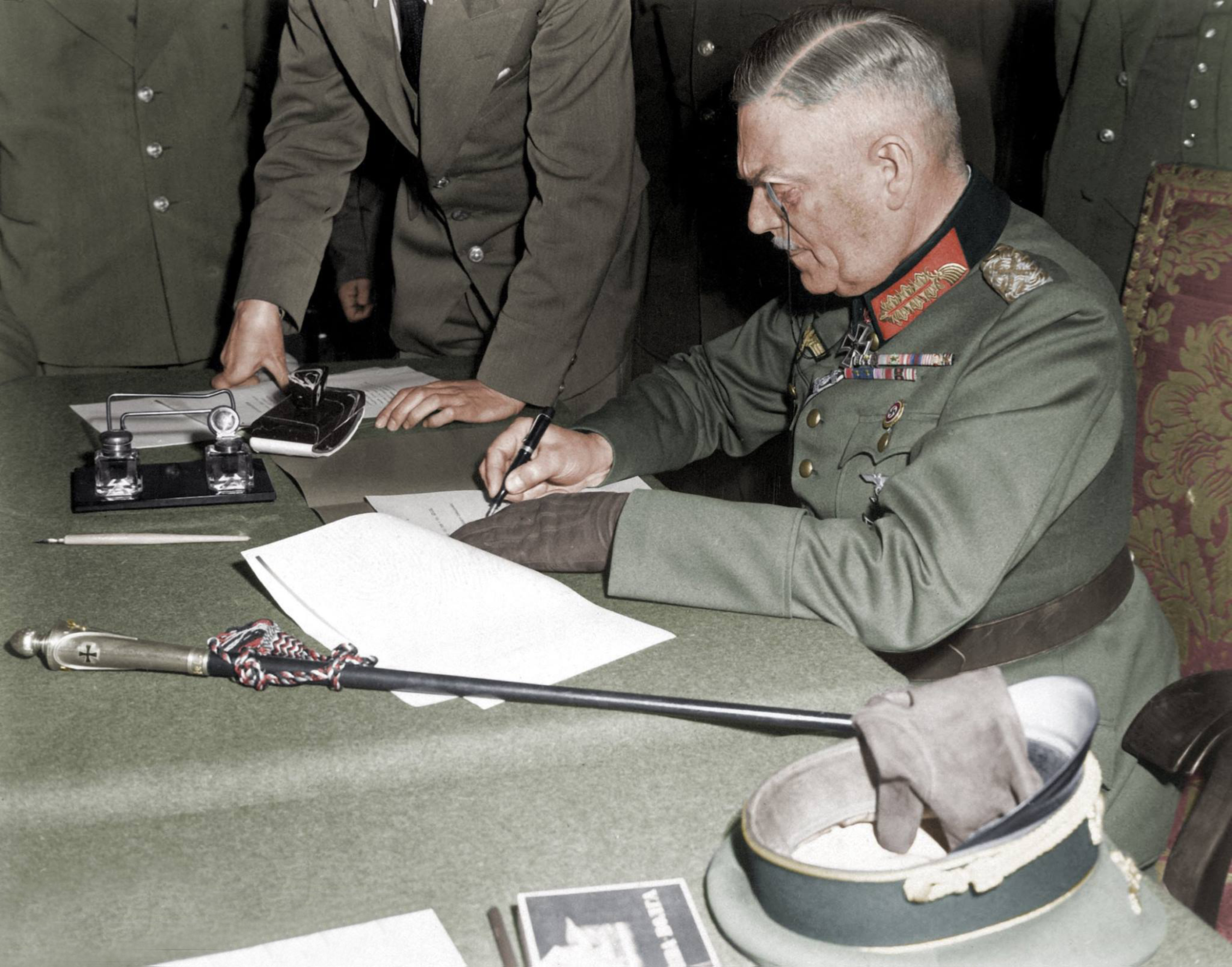
Mareșalul Wilhelm Keitel semnează capitularea Germaniei

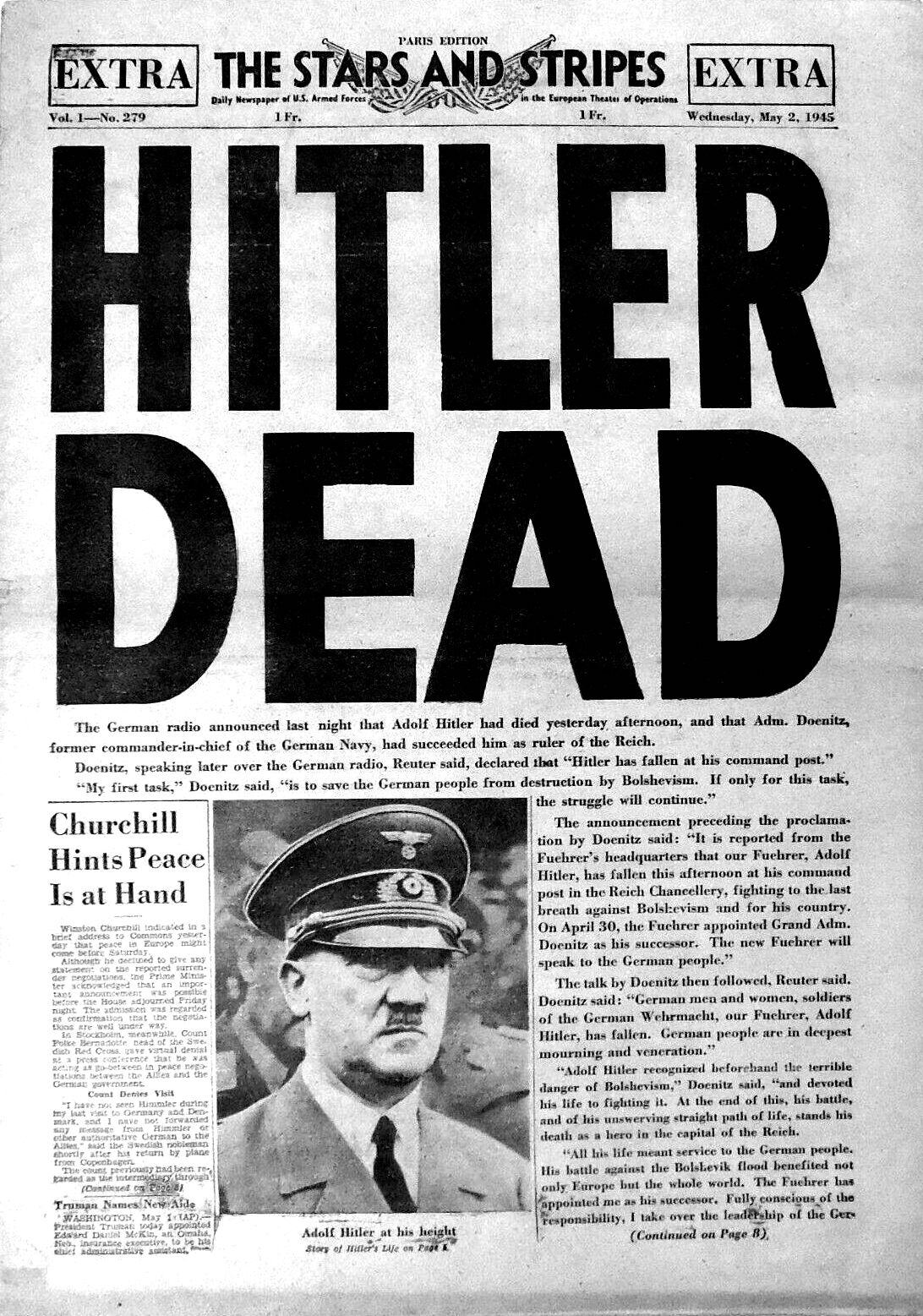
Prima pagina a ziarului vremii anunță moartea lui Hitler

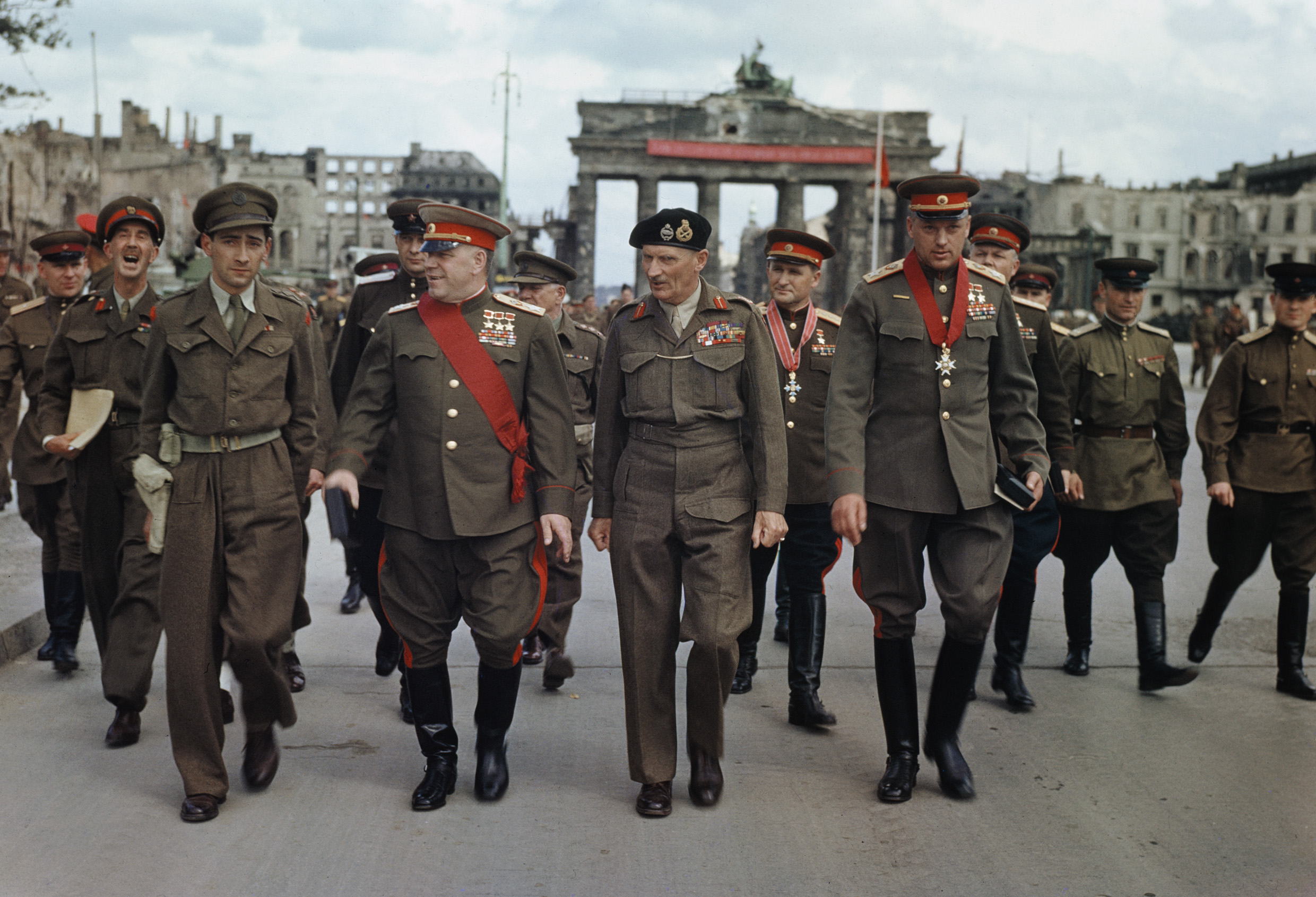
Comandanți Aliați în fața Porții Brandenburg Gate

Forțele disponibile generalului Weidling pentru apărarea orașului au inclus aproximativ 45.000 de soldați în mai multe divizii ale armatei germane și Waffen-SS. Aceste diviziuni au fost completate de forțele de poliție, băieții din Tineretul Hitlerist și Volkssturm. Mulți dintre cei 40.000 de oameni în vârstă din Volkssturm fuseseră în armată ca tineri și unii erau veterani ai Primului Război Mondial. Hitler l-a numit pe SS Brigadeführer Wilhelm Mohnke drept comandantul luptei pentru districtul guvernamental central care a inclus Cancelaria Reich și Führerbunker. El a avut peste 2000 de oameni sub comanda sa. Weidling  a organizat apărările în opt sectoare de la „A” până la „H” fiecare având câte un comandat, un colonel sau un general, dar majoritatea nu aveau experiență de luptă. La vest de oraș a fost divizia 20 infanterie. La nord de oraș a fost cea de-a 9-a divizie de parașutisti. În partea de nord-est a orașului a fost amplasată divizia Panzer Müncheberg. În partea de sud-est a orașului și la est de Aeroportul Tempelhof a fost a 11-a Divizie Panzergrenadier SSNordland. Rezerva, cea de-a 18-a divizie Panzergrenadier, se afla în districtul central din Berlin.  
La 23 aprilie, Berzarin, a cincea armată de șoc și Katukov din Garda Armatei de Tancuri 1, au atacat Berlin din sud-est și după depășirea unui contra-atac german LVI Panzer, a ajuns la Berlin S-Bahn de cale ferată la nordul canalului Teltow până în seara zilei de 24 aprilie. În aceeași perioadă, toate fortele germane comandate consolidau apărarea interioare ale orașului de Hitler, doar un mic contingent de voluntari francezi SS sub comanda lui SS Brigadeführer Gustav Krukenberg sosind la Berlin. Pe 25 aprilie, Krukenberg a fost numit comandant al Sectorului Apărării C, sectorul aflat sub cea mai mare presiune din partea asaltului sovietic asupra orașului. 
La 26 aprilie, Ciuikov, Gărzile Armatei 8 și Garda Armatei de Tancuri 1, au luat-o prin suburbiile din sud și au atacat Aeroportul Tempelhof, doar în interiorul inelului de aparare S-Bahn, unde s-au întâlnit cu o rezistență rigida din partea Diviziei Müncheberg. Dar până la 27 aprilie, cele două diviziuni (Müncheberg și Nordland) care apărau sud-estul, se confruntă cu cinci armate sovietice - de la est la vest, Armata 5 a Șocului, Armata 8 a Gardienilor, Armata  tancurilor de rezervă ale Armatei 3 și a lui Rybalko (parte a Frontului ucrainean 1) - au fost forțați să se întoarcă spre centru, ocupând noi poziții defensive în jurul Hermannplatz. Krukenberg l-a informat pe generalul Hans Krebs, șef al Statului Major General al (OKH) care în termen 24 ore trebuia sa se mute în sectorul Z din Centru (Zentrum). Avansul sovietic către centrul orașului a fost de-a lungul acestor axe principale: de la sud-est, de-a lungul Frankfurter Allee (terminând și oprit la Alexanderplatz ); de la sud de-a lungul stațiunii Sonnenallee, care se termină la nord de Belle-Alliance-Platz, de la sud, care se termină în apropiere de Potsdamer Platz, iar de la nord până la Reichstag.  Reichstagul, podul Moltke, Alexanderplatz și podurile Havel de la Spandau au văzut cele mai grele lupte, cu lupte de la distanța până la lupte corp la corp. Contingențele externe ale SS-urilor s-au luptat în mod deosebit, deoarece au fost motivate ideologic și au crezut că nu vor trăi dacă sunt capturați.  
În primele ore ale zilei de 29 aprilie, Armata sovietică a treia a traversat podul Moltke și a început să pătrundă în străzile și clădirile din jur. Atacurile inițiale asupra clădirilor, inclusiv Ministerul de Interne, au fost îngreunate de lipsa artileriei de sprijin. Abia după reparația podurilor deteriorate artileria putea fi mutată în sus. La ora 04:00, în Führerbunker, Hitler și-a semnat ultima dorință și testamentul, iar la scurt timp după aceea, s-a căsătorit cu Eva Braun. În zori, sovieticii și-au continuat atacul în sud-est. După lupte foarte grele au reușit să captureze sediul Gestapo pe Prinz-Albrechtstrasse, dar contra-atacul Waffen-SS a forțat sovieticii să se retragă din clădire. La sud-vest, Armata de Gardă 8 a atacat în nordul canalului Landwehr în Tiergarten.  
În ziua următoare, la 30 aprilie, sovieticii și-au rezolvat problemele de legătură și, cu sprijinul artileriei, la ora 06:00 au lansat un atac asupra Reichstag-ului, dar datorită legăturilor germane și sprijinului de la arme de 12,8 cm la 2 km acoperișul turnului de la grădina zoologică din Berlin, sovieticii nu au putut intra în clădire. Reichstagul nu fusese folosit din moment ce a ars în februarie 1933, iar interiorul său semăna mai degrabă cu un depozit mai mult decât cu o clădire guvernamentală. Trupele germane din interior au folosit acest lucru foarte bine și au fost puternic înrădăcinate. S-au purtat violente lupte între camere. În acel moment era încă un contingent mare de soldați germani în subsol care lansau contra-atacuri împotriva Armatei Roșii.  
La 2 mai 1945, armata roșie a controlat în întregime clădirea. Imaginea celebră a celor doi soldați care fixează drapelul sovietic pe acoperișul clădirii cuprindea o re-adoptare a momentului în a doua zi după ce a fost luată clădirea. Pentru sovietici, evenimentul reprezentat de fotografie a devenit simbolic al victoriei lor, demonstrând că bătălia de la Berlin, precum și ostilitățile din Frontul de Est în ansamblu s-au încheiat cu victoria totală a sovieticilor. În timp ce comandantul regimentului 756, Zinchenko, a declarat în ordinul său comandantului batalionului Neustroev "... Înaltul Comandament Suprem ... și întregul popor sovietic vă ordonă să ridicați drapelul de victorie pe acoperiș deasupra Berlinului". 
În primele ore ale zilei de 30 aprilie, Weidling l-a informat pe Hitler personal că apărătorii își vor epuiza probabil muniția în timpul nopții.  În după-amiaza aceea, Hitler, împreună cu soția lui Eva Braun, s-au sinucis, iar corpurile lor au fost incinerate nu departe de buncăr. În conformitate cu testamentul lui Hitler, amiralul Karl Dönitz a devenit „președinte al Germaniei” (Reichspräsident) în noul guvern Flensburg, iar Joseph Goebbels a devenit noul cancelar al Germaniei (Reichskanzler).  
Pe măsură ce perimetrul a scăzut, iar apărătorii supraviețuitori au fost impinsi înapoi, ei s-au concentrat într-o mică zonă din centrul orașului. Până acum, în centrul orașului erau aproximativ 10.000 de soldați germani, care erau agresați din toate părțile. Una dintre celelalte forțe principale a fost de-a lungul Wilhelmstrasse, cladirea Ministerului Aerului, construit din beton armat , a fost lovit de concentrații mari de artilerie sovietică. Restul tancurilor germane Tiger din batalionul Hermann von Salza au ocupat poziții în estul Tiergartenului pentru a apăra centrul împotriva lui Kuznetsov, iar Armata de Garda 8 avansează prin sudul Tiergartenului. Aceste forțe sovietice au redus efectiv orasul in ruine.
În primele ore ale zilei de 1 mai, Krebs a vorbit cu generalul Chuikov, informându-l despre moartea lui Hitler și despre dorința de a negocia o predare. Ei nu au putut ajunge la un acord asupra termenilor din cauza insistenței sovietice privind predarea necondiționată și pretenția lui Krebs că nu aveau autorizație să fie de acord cu asta. Goebbels s-a opus predării. După-amiază, Goebbels și soția lui, Magda, și-au ucis toți cei 6 copii ai lor, iar după s-au sinucis. Moartea lui Goebbels a îndepărtat ultimul impediment pe care l-a împiedicat pe Weidling să accepte termenii de predare necondiționată a garnizoanei sale, dar a ales să amâne predarea până dimineața următoare pentru a permite desfășurarea planificarii predarii sub acoperirea întunericului.
În noaptea de 1/2 mai, cele mai multe rămășițe ale garnizoanului din Berlin au încercat să iasă din centrul orașului în trei direcții diferite. Doar cei care au mers spre vest prin Tiergarten și au traversat Charlottenbrücke (un pod peste Havel ) în Spandau au reușit să încalce liniile sovietice. Doar o mână dintre cei care au supraviețuit prăbușirii inițiale s-au predat în fața aliaților occidentali - cei mai mulți au fost fie uciși, fie prinși de forțele de ocolire exterioare ale Armatei Roșii la vest de oraș. În dimineața zilei de 2 mai, sovieticii au capturat Cancelaria Reich-ului. Generalul Weidling s-a predat cu personalul său la orele 06:00. A fost dus să-l vadă pe general Vasily Chuikov la 08:23, unde Weidling i-a ordonat apărătorilor orașului să se predea la sovietici.  
Garnizoana de 350 de kilometri din turnul de la Zoo a părăsit clădirea. Au existat lupte sporadice în câteva clădiri izolate, unde unele trupe SS încă refuzau să se predea, dar sovieticii au redus astfel de clădiri la stadiul moloz.

### Bătălia de la Halbe
La sud de Berlin, în timpul luptelor pentru cucerirea orașului și câteva zile după predarea capitalei, Armata a IX-a Germană a luptat cu disperare pentru a sparge încercuirea și pentru a ajunge la pozițiile deținute de Armata a XII-a Germană, în speranța că pot să traverseze împreună Elba pentru a se preda americanilor.

## Urmări
Bătălia Berlinului s-a încheiat după o săptămână de lupte grele, în principal datorită faptului că puținii apărători germani rămăși în viață au terminat munițiile și carburanții. Depozitele aprovizionării germane erau între ultima și penultima linie de apărare și au fost cucerite de sovietici chiar în primele zile ale asaltului sovietic. În lupta pentru cucerirea orașului, sovieticii au pierdut aproximativ 2.000 de vehicule blindate, în mare parte datorită tirului armei fără recul germane cunoscută ca Panzerfaust, acestea fiind distribuite în număr mare civililor, deși și alte măsuri împotriva blindatelor fusese luate de tacticienii germani. Germanii opuseseră atacului sovietic numai un număr nesemnificativ de tancuri.
În multe zone ale orașului au fost raportate acțiuni violente împotriva civililor germani ale soldaților sovietici, în special ale celor din eșaloanele de rezervă. (Pentru mai multe amănunte, vedeți  articolele Marta Hillers și Atrocități ale Armatei Roșii). La început, această comportare răzbunătoare a fost tolerată de numeroși ofițeri ai Armatei Roșii, dar după ce invazia s-a transformat în ocupație militară, autoritățile militare și NKVD-ul au pus capăt atrocităților comise de soldați.
Sovieticii au pierdut în timpul atacului direct asupra orașului între 20.000 și 25.000 de soldați, din totalul de 81.000 din întreaga acțiune. Alți 280.000 de soldați au fost răniți sau au rămas infirmi ca urmare a luptelor din zonă. Germanii au pierdut aproximativ 450.000 de oameni, (uciși, răniți sau dispăruți), numeroși dintre aceștia fiind civili.
Conform ultimelor dorințe și testamentului lui Adolf Hitler, după moartea sa amiralul Karl Dönitz a devenit noul Reichspräsident, iar Joseph Goebbels noul Reichskanzler. Goebbels s-a sinucis pe 1 mai 1945, lăsându-l pe Dönitz să se ocupe de unul singur de negocierile pentru capitulare. Înaltul Comandament german și cele mai multe unități germane s-au predat necondiționat Aliaților occidentali pe 8 mai 1945, devenită cunoscută ca Ziua Victoriei. Deși au mai existat câteva subunităti germane care au mai continuat lupta și după această dată, se consideră că 8 mai (9 mai pentru sovietici) este data la care s-a încheiat al Doilea Război Mondial în Europa, odată cu încheierea războiului dispărând și Al Treilea Reich.